# 早晚功課經
早晚功課經，為道士每日早晚兩次上殿念誦的經文寶誥，大約在明代中晚期成型，至明末清初，宮觀道士才普遍以早晚功課作為一種修持形式。明代正續《道藏》沒有早晚功課經，清代全真道（一說天仙派）編纂的《道藏輯要》才收有《清微宏範道門功課》和《太上玄門功課經》。
由於道觀所屬宗派不同，加上所在地區的差別、時代的變遷，各地《功課經》所收的經文寶誥可能略有出入。

## 題解
功課，指考核外在的功德成果，凡誦經打坐皆為道士每日必行功課。《太上玄門功課經·序》：「功課者，課功也，課自己之功，修自身之道。修自身之道者，賴先聖之典也。誦上聖之金書玉誥，明自己之本性真心」。《全真清規·指蒙規式》：「日至黃昏，燒香上燈，禮謝天地， 拜聖賢，侍奉師尊。諸事既了，收斂身心，端身靜坐，無起妄想，豎起脊樑，右腳在下，抄手靜默，心不外想，瞑目而坐，或一更二更，此為功課」。

## 內容
現代宮觀道士早晚功課的程序大致相同，多是以〈開經偈〉或〈香讚〉開始，以〈十二願〉和〈三皈依〉結束。
「早課」包含三個部份：一是〈八大神咒〉，如〈淨心神咒〉、〈淨身神咒〉等；二是〈諸品真經〉，如《太上老君說常清靜經》、《太上靈寶昇玄消災護命妙經》等；三是〈諸真寶誥〉，如〈玉清寶誥〉、〈上清寶誥〉等。
「晚課」也包含三個部份：一是〈開經玄蘊咒〉；二是〈諸品仙經〉，如《太上洞玄靈寶救苦妙經》、《元始天尊說生天得道真經》 等；三是〈諸真寶誥〉，如〈斗姆寶誥〉、〈三官寶誥〉等。
因所屬宗派不同、地域性差異，功課內容也略有變化，例如：全真道的早課中有頌讚本派祖師的〈北五祖誥〉、〈南五祖誥〉和〈七真誥〉，正一道的晚課中有頌讚本派祖師的〈祖天師寶誥〉和〈虛靖天師寶誥〉，茅山道院道士的晚課中則有〈三茅真君寶誥〉等等。龍虎山天師府於早課誦念諸經寶誥，晚課專誦道德經。崂山太清宮，每日早午晚三時，在主殿內分誦諸品妙經、聖誥、仙號、寶懺等，及三官經、北斗經、受生經、真武經、消災經、禳災經、救苦經、清靜經、玉皇心印經、生天經、解冤經、拔罪經為功課。

## 誦經時間
各道觀舉行早晚課的時間安排不盡相同。一般來說，全真道觀，特別是山居道觀和叢林道觀，早課大多在晨曦微現，早飯以前。晚飯以後，日落之時舉行晚課。正一派由於道士多不住廟，因此，在開山門之後開始早課，關山門以前舉行晚課。
據閔智亭《道教儀範》一書，道教有「戊忌」之說，每逢「六戊日」不誦經。所謂六戊，是指戊子、戊寅、戊辰、戊午、戊申、戊戌等六天。對此，桑楚撰文指出，查考道教經籍，「戊禁」僅不得動土、不得齋醮、不得上章和不得燒香，並無不得誦經之規。

## 注解
- 《玄門日誦早晚功課經注》，閔智亭，2000，宗教文化出版社
- 《太上玄門功課經譯注》，陳柏勳，2016，新文豐出版

## 外部連結
- 道藏輯要：清微宏範道門功課／太上玄門功課經
- 早晚功課經：全真道教會／正一道龍虎山（前言 （页面存档备份，存于））／三清自然門 （页面存档备份，存于）／閭山派
- 談談道教早晚課 （页面存档备份，存于）
- 解讀道教「寶誥」的奧秘 （页面存档备份，存于）
- 有關《玄門日誦早晚功課經》的訪談 （页面存档备份，存于）
- 陳柏勲.〈全真道日誦《早晚功課經》版本探源〉[] 武廟宗教文化雜誌.2018，13：p41-52.